# Finale de la Coupe du monde de football 1978
La finale de la Coupe du monde de football 1978 est le match de football concluant la 11e Coupe du monde, organisée en Argentine. Elle a lieu le 25 juin 1978 au stade Monumental, à Buenos Aires à 15 h. L'Argentine s'impose face aux Pays-Bas par trois buts à un après prolongation.
Entre 1950 et 2002, c'est la seule finale de Coupe du monde à n'inclure ni le Brésil ni l'Allemagne.

## Feuille de match
| Titulaires : |  |
| |  |
| Ubaldo Fillol · Jorge Olguin · Luis Galván · Daniel Passarella · Alberto Tarantini · Osvaldo Ardiles 66e · Américo Gallego · Oscar Ortiz 75e · Daniel Bertoni · Leopoldo Luque · Mario Kempes · |  |
| Remplaçants : |  |
| Omar Larrosa 66e · René Houseman 75e · |  |
| Entraîneur : |  |
| César Luis Menotti |  |

| Titulaires : |  |
| |  |
| Jan Jongbloed · Jan Poortvliet · Ruud Krol · Ernie Brandts · Wim Jansen 73e · Johan Neeskens · Arie Haan · Willy van de Kerkhof · René van de Kerkhof · Johnny Rep 59e · Robert Rensenbrink · |  |
| Remplaçants : |  |
| Dick Nanninga 59e · Wim Suurbier 73e · |  |
| Entraîneur : |  |
| Ernst Happel |  |

| Titulaires : |  |
| |  |
| Ubaldo Fillol · Jorge Olguin · Luis Galván · Daniel Passarella · Alberto Tarantini · Osvaldo Ardiles 66e · Américo Gallego · Oscar Ortiz 75e · Daniel Bertoni · Leopoldo Luque · Mario Kempes · |  |
| Remplaçants : |  |
| Omar Larrosa 66e · René Houseman 75e · |  |
| Entraîneur : |  |
| César Luis Menotti |  |

| Titulaires : |  |
| |  |
| Jan Jongbloed · Jan Poortvliet · Ruud Krol · Ernie Brandts · Wim Jansen 73e · Johan Neeskens · Arie Haan · Willy van de Kerkhof · René van de Kerkhof · Johnny Rep 59e · Robert Rensenbrink · |  |
| Remplaçants : |  |
| Dick Nanninga 59e · Wim Suurbier 73e · |  |
| Entraîneur : |  |
| Ernst Happel |  |